# EBay
EBay is een van de grootste veilingsites op het internet voor het aanbieden van nieuwe of tweedehands spullen.

## Activiteiten
EBay biedt een wereldwijd handelsplatform aan waar vrijwel iedereen nagenoeg zonder beperking alles kan verhandelen (alles voor iedereen, omnibus omnia). Ook tegen een vaste prijs kan iets aangeboden worden. Berucht zijn de soms bizarre artikelen die worden aangeboden op deze website.
Andere eBay-merken zijn: Kijiji, Gumtree, Loquo, Mobile.de, Prostores, Rent.com, Shopping.com, het Belgische 2dehands.be en tot juli 2020 het Nederlandse Marktplaats.nl.

### Resultaten
In 2024 behaalde eBay een totale omzet van US$ 10,3 miljard, waarvan de helft buiten de Verenigde Staten. De belangrijkste activiteit is het handelsplatform, hier werden goederen verhandeld met een totale waarde van US$ 75 miljard waarvan zo'n 13-14% (take rate) als omzet bij eBay wordt gepresenteerd. De take rate laat een stijgende lijn zien. is Daarnaast genereert eBay ook inkomsten uit advertenties op het platform. In 2024 was het omzetaandeel van de advertenties 16% (2022: 12%).
In 2020 werd StubHub verkocht, wat een winst ná belastingen opleverde van US$ 3 miljard. In 2021 werden eBay Korea en de advertentiedivisie verkocht; dit leverde een verkoopwinst op van US$ 13 miljard in totaal. Een groot deel van de verkoopopbrengst van de advertentiedivisie werd voldaan in aandelen Adevinta. Na de transactie daalde de waarde van dit pakket aandelen fors, wat leidde tot miljardenverliezen in 2022 en 2023. In 2022 werd dit verlies nog gecompenseerd door hoge buitengewone baten, maar in 2023 niet meer, waardoor eBay het jaar met verlies afsloot.
| Jaar | GMV (× US$ miljoen) | Take rate | Omzet (× US$ miljoen) | Nettoresultaat (× US$ miljoen) | Werknemers |
| ---- | ------------------- | --------- | --------------------- | ------------------------------ | ---------- |
| 2005 |                     |           | 4552                  | 1082                           | 11.600     |
| 2010 |                     |           | 9156                  | 1801                           | 17.700     |
| 2015 | 78.099              | 7,8%      | 8592                  | 1725                           | 11.600     |
| 2016 | 79.448              | 7,7%      | 8979                  | 7266                           | 12.600     |
| 2017 | 88.403              | 7,7%      | 9927                  | −1017                          | 14.100     |
| 2018 | 89.829              | 8,3%      | 10.746                | 2530                           | 14.000     |
| 2019 | 85.510              | 8,9%      | 10.800                | 1786                           | 13.300     |
| 2020 | 100.001             | 9,3%      | 10.271                | 5667                           | 12.700     |
| 2021 | 87.365              | 11,9%     | 10.420                | 13.608                         | 10.800     |
| 2022 | 73.900              | 13,3%     | 9795                  | −1226                          | 11.600     |
| 2023 | 73.206              | 13,8%     | 10.112                | 2767                           | 12.300     |
| 2024 | 74.667              | 13,8%     | 10.283                | 1975                           | 11.500     |

## Geschiedenis
Pierre Omidyar zette eBay in 1995 op vanuit een achterkamertje in San José (Silicon Valley). Hij wilde zien of hij kopers en verkopers op één internetplatform bij elkaar kon krijgen. Wat begon als een programmeerexperiment, is uitgegroeid tot 's werelds grootste handelsplaats. Met vestigingen in onder andere Duitsland, het Verenigd Koninkrijk, Frankrijk, Nederland, Volksrepubliek China, Australië en India is het business model van eBay zeer succesvol gebleken. Ondanks het barsten van de 'internet bubble', bleef eBays economische betekenis explosief groeien.
In april 1998 kreeg het bedrijf in Delaware de officiële vestigingsplaats en in september 1998 kreeg het bedrijf een beursnotering.
In 2001 werd het Franse iBazar overgenomen, vervolgens werd het internetbetaalsysteem PayPal overgenomen. De populaire veilingsite kocht PayPal in oktober 2002, nadat was gebleken dat zo'n 50% van de gebruikers van eBay PayPal al gebruikten (PayPal was daarmee populairder dan eBays eigen BillPoint). In juli 2015 werd online-betaalservice PayPal verzelfstandigd en kreeg een eigen beursnotering . PayPal was steeds belangrijker geworden voor eBay en laat hogere groeicijfers zien dan de veilingactiviteiten. PayPal behaalde een omzet van ongeveer US$ 7 miljard in 2013. Apple heeft een nieuwe vergelijkbare dienst aangekondigd, Apple Pay en dit kan een geduchte concurrent worden van de betaaldienst. Apple richt zich met die dienst op de groeiende vraag naar mobiele betalingen.
In november 2004 kocht eBay de Nederlandse veilingsite Marktplaats.nl voor € 225 miljoen. De VoIP-dienst Skype werd in 2005 gekocht voor US$ 2,6 miljard, maar werd een jaar later afgewaardeerd. In 2009 werd 65% van Skype doorverkocht aan Silver Lake Partners. In 2011 kwam Skype in handen van Microsoft. In maart 2011 werd GSI Commerce overgenomen voor US$ 2,4 miljard. GSI biedt een platform aan waarop andere bedrijven hun producten kunnen verkopen en eBay gaat hiermee direct concurreren met Amazon.com. In 2010 behaalde GSI een omzet van US$ 1,3 miljard, maar maakte het nog geen winst.
In juli 2011 stelde het Europees Hof van Justitie in een arrest dat veilingwebsites zoals eBay in bepaalde gevallen verantwoordelijk gehouden kunnen worden voor de verkoop van valse goederen door gebruikers. Dit in die gevallen waarbij zij als behoedzaam marktdeelnemer hadden moeten weten dat de verkoop niet zuiver was en daarbij nalieten stappen te ondernemen om die verkoop te verhinderen.
In januari 2019 kocht Elliot Management een aandelenbelang van 4% in het bedrijf. De activistische aandeelhouder Elliott stuurde direct een brief naar het bestuur van het bedrijf met een aantal suggesties, waaronder de verkoop van StubHub en de eBays advertentiedivisie. Onder druk stemde het bestuur met de voorstellen in.
In februari 2020 werd de verkoop van StubHub afgerond. Viagogo heeft hier een bedrag van US$ 4,05 miljard in contanten voor betaald. StubHub is een online ticketuitwisselingsbedrijf, dat diensten aanbiedt aan kopers en verkopers van tickets voor sport, concerten, theater en andere live entertainmentevenementen. eBay houdt na de verkoop US$ 3,1 miljard over en dit geld is gebruikt om eigen aandelen in te kopen. Met de verkoop van StubHub nam eBay afscheid van een activiteit met een omzet van zo'n US$ 1 miljard.
In juli 2020 werd eBays advertentiedivisie verkocht aan het Noorse bedrijf Adevinta. Adevinta betaalt hiervoor zo'n US$ 9,2 miljard, waarvan US$ 2,5 miljard in geld en 540 miljoen aandelen Adevinta. EBay krijgt hiermee een aandelenbelang van 44%. Prosus wilde deze activiteit ook overnemen, maar slaagde daar niet in.
In november 2021 werd de verkoop afgerond van een aandelenbelang van 80,1% in eBay Korea aan E-mart Inc. Deze laatste heeft ongeveer US$ 3 miljard betaald en de winst vóór belastingen op deze transactie was een vergelijkbare bedrag. Na de verkoop houdt eBay nog een belang van 19,9% in de nieuwe entiteit Gmarket Global, voorheen bekend als Apollo Korea. EBay was actief in Zuid-Korea vanaf 2001 toen het meerderheidsbelangen kocht in Internet Auction Co. en Gmarket.
In februari 2023 werden 500 medewerkers ontslagen om de kosten te reduceren. In januari 2024 volgde een twee ronde waarbij 1000 banen verloren gaan. Reden is de teruglopende consumentenuitgaven na de coronapandemie.

## Wereldwijde handel
Met eBay is het eenvoudig om wereldwijd goederen te kopen. Voor producten die een waarde hebben van minder dan 22 euro (exclusief verzendkosten) heeft de Nederlandse douane geen recht op invoerrechten. De kwaliteit van de aangeboden producten en de betrouwbaarheid van de verkoper is vooraf niet altijd na te gaan. Als het product niet wordt geleverd of afwijkt van de beschrijving kan het lastig zijn om dit goed op te lossen. Zo kan bijvoorbeeld de verkoper opeens zijn verdwenen.